# Konrad Weise
Konrad Weise (n. 17 august 1951, Greiz, Republica Democrată Germană, Germania) este un fotbalist german, medaliat olimpic. A participat la 2 ediții ale Jocurilor Olimpice (1972, 1976) în care a câștigat o medalie de aur și o medalie de bronz.